# سلبریتی (مجموعه تلویزیونی)
سلبریتی (کره‌ای: 셀러브리티) یک مجموعه تلویزیونی اینترنتی کره جنوبی سال ۲۰۲۳ به نویسندگی کیم یی یونگ و کارگردانی کیم چول کیو است. در این مجموعه پارک گیو-یونگ و کانگ مین هیوک بازی کردند. سلبریتی در ۳۰ ژوئن ۲۰۲۳، ساعت ۱۴:۰۰ (کی‌اس‌تی) در نتفلیکس منتشر شد.

## تولید

### بازیگران
در مه ۲۰۲۲، تیم تولید سلبریتی، تولید این مجموعه را با اعلام گروه بازیگرانش تأیید کرد.

### فیلم‌برداری
فیلم‌برداری در دسامبر ۲۰۲۱ آغاز شد.